# Most Shuroobod
Most Shuroobod je cestovni most preko rijeke Panj između Afganistana i Tadžikistana. Povezuje okrug Shuroobod u tadžikistanskoj pokrajini Hatlon i okrug Hvahan u afganistanskoj pokrajini Badahšan. Most se nalazi oko 3 km iznad ušća Obinisua. Namjera mu je poboljšati pristup sjevernom dijelu Badahšana, koji je prije bio jedva dostupan.
Visećim mostom dužine 162 m i širine 3,5 m mogu se kretati pješaci i vozila do 30 t težine.
To je peti od dosadašnjih pet mostova preko rijeke Panj, čiju je izgradnju inicirala i financirala Aga Khan Development Network, a sredstva je osigurao i KfW. Kamen temeljac položio je Karim Aga Khan IV. 31. listopada 2011. godine., predsjednik Tadžikistana Emomali Rahmon i Abdulkudus Hamidi, ministar graditeljstva Afganistana, u nazočnosti Rüdigera Königa, njemačkog veleposlanika u Afganistanu.
Projekt mosta, koji je koštao 3,57 milijuna američkih dolara, uključuje i malu tržnicu na tadžikistanskoj strani, izgrađenu sredstvima KfW-a, koja je otvorena svake subote i kojoj afganistanski trgovci imaju pristup bez vize i koja se može koristiti za opskrbu stanovništva s obje strane rijeke treba poboljšati.

## Vanjske poveznice
|  | Zajednički poslužitelj ima još gradiva o temi Most Shuroobod |